# María Isbert
María Isbert (Madrid, 21 de abril de 1917 - 25 de abril de 2011) foi uma atriz espanhola. Isbert trabalhou com a maioria dos grandes atores e diretores de cinema espanhol, incluindo Luis García Berlanga e Luis Buñuel.